# بطينات
البطينات (الاسم العلمي: Anatoidea) هو فيلق من الطيور يتبع رتبة الإوزيات من صف الطيور الحديثة.

## فصائل
- البط

## أجناس
- البرنتية